# Magnus Lönn
Magnus Lönn, född 12 oktober 1948 i Örebro, är en svensk scenograf, dramatiker, målare, tecknare och barnboksförfattare. Lönn ingick från och med 1972 i gruppen som startade Byteatern.
Lönn finns representerad vid bland annat Örebro läns landsting.